# オラ・ジョン
オラ・ジョン（Ola John, 1992年5月19日 - ）は、リベリア・グランドゲデ郡ズウェドル出身のサッカー選手。ポジションはFW。ヨンと表記するメディアもあるが、オランダでの発音はジョン。

## 経歴
オランダのFCトゥウェンテのユース最高のタレントとして知られ、2010年にトップチームデビュー。左サイドのスタメンに定着し、2011-2012シーズンにはルーク・デ・ヨングとのコンビで22アシストを記録。
2012年5月、SLベンフィカへ5年契約で移籍。
2014年1月、ハンブルガーSVへ半年間の期限付き移籍。
2015年9月1日、チャンピオンシップのレディングFCへ1シーズンのローンで加入した。

## 代表歴
U-19、U-21オランダ代表に選出。2013年2月6日のアムステルダムでのイタリアとの親善試合でA代表デビュー。

## 人物
治安の悪いリベリアから難民としてオランダに渡ってきた。その際、マフィアにより父親を亡くしている。兄弟にサッカー選手のコリンズ・ジョンとパディ・ジョンがいる。

## タイトル
トゥウェンテ
- ヨハン・クライフ・スハール (1) : 2011
- KNVBカップ (1) : 2010-11

ベンフィカ
- プリメイラ・リーガ : 2013-14, 2014-15 2015-16
- タッサ・ダ・リーガ : 2013-14, 2014-15
- タッサ・デ・ポルトガル : 2013-14
- スーペルタッサ・カンディド・デ・オリベイラ : 2014